# Culex kartalae
Culex kartalae är en tvåvingeart som beskrevs av Jacques Brunhes 1977. Culex kartalae ingår i släktet Culex och familjen stickmyggor. Inga underarter finns listade i Catalogue of Life.